# موش پیرسون
موش پیرسون (نام علمی: Pearsonomys annectens) نام یک گونه از زیرخانواده سینی‌دندانیان است.